# Jean Plantin
Pour les articles homonymes, voir Plantin.
Jean Plantin, né en 1966, est un éditeur français.
Il est principalement connu en tant qu'éditeur d'écrits antisémites et révisionnistes.

## Biographie
En 1987, il assure la traduction en français d'un pamphlet du révisionniste italien Carlo Mattogno.
En 1990, il soutient, sous la direction de Régis Ladous, à l'université Lyon III, une maîtrise intitulée « Paul Rassinier (1906-1967), socialiste, pacifiste et révisionniste », qui obtient la mention très bien.
En 1991, il obtient un diplôme d'études approfondies (DEA) dirigé par Yves Lequin et ayant pour sujet « Les épidémies de typhus exanthématique dans les camps de concentration nazis (1933-1945) » soutenu à l'Université de Lyon II. À la suite de l'incendie de la bibliothèque universitaire de Lyon, il n'existe à ce jour aucune version écrite de ce mémoire de DEA.
Au RMI après ses études, il fonde en juillet 1998 avec sa mère la société CHC (pour Cercle d'histoire contemporaine) et édite les premiers numéros d'une revue intitulée Akribeia (« exactitude » en grec).

### L'affaire
En tant qu'éditeur d'Akribeia, il attire l'attention des médias sur ses diplômes de maîtrise et de DEA. L'affaire déclenche des poursuites et des polémiques. En 1999, il est jugé et condamné à Lyon pour contestation de crimes contre l'humanité.
En décembre 2000 et juillet 2001, sous la pression d'associations étudiantes juives et antiracistes qui en dénoncent le contenu négationniste, ses diplômes lui sont retirés, une dizaine d'années après leur soutenance.
Le 17 juin 2003, le tribunal administratif de Lyon annule la décision de retrait de ses diplômes, annulations confirmées le 13 janvier 2004 par la Cour administrative d'appel de Lyon,,.
Le 25 juin 2003, la cour d'appel de Lyon confirme la révocation du sursis de Plantin et le condamne à 6 mois de prison. Éric Delcroix, son avocat, parvient toutefois à faire suspendre la décision de la cour d'appel qui est annulée par ĺa Cour de cassation.
Ayant arrêté de faire paraître sa revue en 2000, il réutilise le nom « Akribeia » pour sa maison d'édition, qui propose entre autres dans son catalogue une revue négationniste intitulée Tabou ; au début des années 2000, il n'apparaît plus juridiquement dans les statuts de la maison d'édition, ayant revendu ses parts à sa mère et à Robert Faurisson.

### Condamnations pénales

#### Années 1990
- 27 mai 1999 : 1re instance – TGI Lyon – Condamné à 6 mois de prison avec sursis et à 10 000 francs d’amende, ainsi qu'à 10 000 francs de dommages-intérêts envers chacune des parties civiles (SOS Racisme, Licra et Loge Enfants d'Izieu), pour avoir publié des commentaires d'ouvrages négationnistes interdits par arrêté ministériel[2],[10].
- 8 octobre 1999 : 1re instance – TGI Lyon – Condamné pour un autre numéro de sa revue à 6 mois de prison avec sursis et à 60 000 francs d’amende.

#### Années 2000
- 21 juin 2000 : La cour d’appel examine les deux appels et condamne Plantin à 6 mois de prison avec sursis, 150 000 francs d’amende. 3 ans de mise à l’épreuve avec interdiction d’exercer la profession d’éditeur.
- 13 mars 2001 : La Cour de cassation confirme la précédente condamnation.
- 25 juin 2003 : Après plainte de différentes associations auprès du juge d'application des peines, la justice constate que Plantin viole l'arrêt de la cour d'appel de juin 2000 en poursuivant ses activités d'édition négationniste. Plantin est condamné par la cour d'appel de Lyon à 6 mois de prison ferme[11].
- 27 avril 2004 : La Cour de cassation annule la peine de prison avec le motif que le sursis avec mise à l'épreuve n'est applicable qu'au délit de droit commun, alors que la contestation de crime contre l'humanité relève de la loi sur la presse de 1881[7].

## Publications
- Le Déshonneur de trois magistrats lyonnais : Dominique Fournier, Jean-Luc Gouverneur, Marie-Odile Theoleyre, Saint-Genis-Laval, Akribeia, 2000, 61 p. (ISBN 978-2-913-61204-4)
- Bibliographie révisionniste : sur la « solution finale de la question juive » et sur le révisionnisme (jusqu'à 2002), Gênes, Graphos storia (no 29), 2003, 98 p. (BNF 39937065)